# Полосатогорлый кабезон
Полосатогорлый кабезон (лат. Capito dayi) — вид птиц семейства бородатковых. Видовое название дано в честь нью-йоркского бизнесмена, банкира и филантропа Колонеля Ли Гарнета Дея (1890—1960), который финансировал экспедиции Американского музея, в том числе к горе Рорайма. 
Вид распространён в Южной Америке. Обитает в амазонских тропических дождевых лесах на юго-западе Бразилии и на крайнем востоке Боливии (национальный парк Ноэль-Кемпфф-Меркадо).
Птица длиной до 17 см. У самцов верх головы, лоб, шея, подхвостье красного цвета. Верхняя сторона тела преимущественно чёрная, только по бокам тела имеется большое жёлто-белое пятно. Глаза тёмно-коричневые, ноги оливкового цвета. Самки отличаются от самцов своим абсолютно чёрным лбом и шеей. Питается фруктами и ягодами, реже насекомыми. О биологии размножения ничего не известно.